# Zamek Książąt Śląskich w Bytomiu
Zamek książęcy w Bytomiu – XIII-wieczna siedziba Piastów bytomsko-kozielskich, wzniesiona na terenie stołecznego miasta księstwa – Bytomia. Zamek został rozebrany około XVI wieku.

## Historia
Zamek w Bytomiu został wzniesiony najprawdopodobniej pomiędzy 1284 a 1299 roku przez protoplastę linii bytomskiej – księcia bytomskiego Kazimierza, w okolicach północno-wschodniej części obecnego Placu Grunwaldzkiego.
Informacje o wyglądzie zamku zawarte są w dokumentach książąt: oleśnickiego – Konrada II i cieszyńskiego – Przemysława I.
Siedziba książęca została wzniesiona na planie prostokąta i była budowlą piętrową. Według części naukowców fortyfikacja powstała poza murami miasta, ale była z nimi połączona. Zamek w swojej głównej części wzniesiono z kamienia, ale część zabudowań wykonano z drewna. Za kamienną warowną bramą znajdował się dziedziniec ze studnią, kamienna część mieszkalna (tzw. Steinhaus) ze schodami, budynki gospodarcze i budowla drewniana (Blochwerk). Ponad zamkiem wznosiła się wieża, która była uzupełnieniem książęcej siedziby.
Zamek do połowy lat 50. XIV wieku stanowił faktyczną siedzibę książąt bytomskich i do tego czasu pozostawał zamieszkały. Jednak po wygaśnięciu lokalnej linii Piastów, w 1369 roku Księstwo bytomskie zostało podzielone pomiędzy księstwa Oleśnickie i Cieszyńskie, których władcy byli najbliżej spokrewnieni z władcami Bytomia. Także zamek został podzielony: części zachodnia (z wieżą i bramą) i północno-zachodnia (część Steinhausa) przypadły Konradowi II oleśnickiemu, a część wschodnia (reszta Steinhausa, zabudowania gosp.) i południowo-wschodnia (studnia, większość murów) Przemysławowi I cieszyńskiemu. Od tej pory zamek stracił swoje znaczenie i zaczął podupadać, ponieważ nowi właściciele rezydowali na swoich zamkach w Cieszynie i Oleśnicy.
Zamek istniał co najmniej do początku XVI wieku. Później zamek został kompletnie rozebrany, a uzyskany z niego budulec wykorzystano przy wznoszeniu innych budowli.